# Chandrakona
Chandrakona (en bengalí: চন্দ্রকোণা ) es una ciudad de la India, en el distrito de Midnapore occidental, estado de Bengala Occidental.

## Geografía
Se encuentra a una altitud de 39 m s. n. m. a 133 km de la capital estatal, Calcuta, en la zona horaria UTC +5:30.

## Demografía
Según estimación 2010 contaba con una población de 23 647 habitantes.